# Saida Titrit
Saïda Titrit (née Saïda Akil le 17 décembre 1962) est une auteure-compositrice-interprète amazighe marocaine.
Elle est considérée parmi les premières femmes amazighes qui ont essayé, avec beaucoup de succès d'ailleurs, de moderniser la chanson amazighe au Maroc.

## Biographie
Originaire d'Imetgharen (Errachidia) dans le Sud-Est marocain, elle est née en 1962 à Toulal dans le Moyen-Atlas, où ses parents se sont installés. Elle y a fait toutes ses études primaires. Pour le secondaire, elle a été obligée d'aller non de loin, à Meknès plus précisément. 
Elle a eu son baccalauréat au lycée Abderrahman Ben Zaydan et a fait deux ans d'études anglaises à la faculté de la même ville. 
Elle a été influencée par la chanson américaine surtout Dolly Parton, Joan Baez, Barbra Streisand, Bob Dylan, etc.
Elle chante aussi bien en anglais qu'en français. D'ailleurs, elle a composé sa première chanson dans la langue de Molière à l'âge de 15 ans.
Titrit est considérée parmi les premières femmes ayant modernisé la chanson amazighe.
« Titrit », le nom d'artiste choisi par la chanteuse, signifie « petite étoile » en berbère.
En 1995, Saïda a travaillé au sein de la revue Amazigh Tifinagh, Journal Tidmi et Journal Agraw Amazigh dont Mr.Ouzzin Aherdan est directeur. Elle a travaillé au sein de ses publications culturelles amazighs depuis leurs ouvertures jusqu'à leurs clôtures. 
En 2020, elle a eu sa retraite anticipé grâce à Mr.Mhand El Ansar et Mr.Hakim pour aller joindre ses enfants et son mari au Canada.
Saïda Akil est chanteuse, mélodiste et militante Amazigh qui écrit ses chansons elle même. 
Elle a arrêté sa carrière artistique depuis 2010. 

## Concerts et présentations
- Le 14 juin 2009 : Sortie du troisième album "iccirran ityattun"
- Le 10 janvier 2009 : Soirée du nouvel an amazigh organisé par l'Association "Azetta" à la salle El Mehdi Ben Barka
- Le 6 juillet 2008 : Festival de la culture amazighe à Fès. Elle était connue sous le nom de "Saida Titrit".
- Le 30 mars 2008 : Manifestation AMREC au complexe culturel Mohamed Hajji à Salé ;
- Le 28 janvier 2008 : Programme Marrakech Express (Fatima Nwali) à Marrakech ;
- Le 23 juin 2007 : Soirée du fête mondial de la musique organisé par l'IRCAM, Rabat ;
- Le 7 mai 2007 : Fête de musique association Bouregrag, Rabat ;
- 13 janvier 2007 : Soirée du nouvel an amazigh au complexe El Mehdi Ben Barka ‘Assocation Azetta », Rabat ;
- 28 octobre 2006 : Soirée du Congrès politique socialiste au théâtre Mohamed V à Rabat ;
- 3 juillet 2006 : Hommage à l'artiste et militant kabyle Ferhat Mehenni au Club de la Presse. Organisé par le journal Agraw amazigh à Rabat ;
- 2004 : Festival de Midelt ;
- 2004 : Soirée du nouvel an amazigh à l'Institut Goethe Rabat ;
- 17 janvier 2004 : Soirée du nouvel an amazigh organisée par la Jeunesse nationale, théâtre Mohammed-V à Rabat ;
- 22 octobre 2003 : Soirée Ajdir organisée par l'Ircam (Institut royal de la culture amazighe), théâtre Mohammed V à Rabat;
- 27 juillet 2003 : Activité culturelle, association de l'Université d'été d'Agadir « Colloque international sur l'amazighité et la question de développement » à Agadir ;
- 19 juin 2003 : Fête de la musique avec le groupe Belaid Akkaf, Dar Lamrini à Rabat;
- 2003 : Hommage au poète Ali Chohad (Association Tamaynut) à Casablanca ;
- 2001 : Festival de Rabat ;
- 2000 : Festival d'été amazigh, Théâtre Mohammed V à Rabat ;
- 1998 : Hommage à Lounès Maatoub. Conférence Agraw Amazigh à Rabat ;
- 1994 : Tournée des grandes villes des Pays-Bas ;
- 1994 : Concert animé avec des artistes rifains pour soutenir les sinistrés du tremblement de terre d'Al-Hoceima Hollande ;
- 1993 : Festival d'été d'Agadir ;
- 1993 : Bourse d'Amsterdam aux Pays-Bas ;
- 1993 : Activités culturelles amazighes organisées par l'AMREC à Marrakech ;
- 1993 : Activités culturelles amazighes organisées par la revue Tifawt à Meknès ;
- 1992 : Théâtre Djazet à Paris;
- 1992 : Soirée organisée par l'Amrec au théâtre Mohammed V à Rabat;
- 1991 : Galas à l'occasion de la remise du prix Média RFI Cotonou et Porto-Novo au Bénin ;
- 1991 : Semaine du cheval (princesse lalla Amina) Rabat ;
- 1991 : Tournée avec le groupe Aflak (Adouaa El Madina) dans les grandes villes du Maroc ;
- 1991 : Soirée au théâtre Mohammed V (cadre émission Musica) à Rabat.
- 1987 : Première apparition à la télévision (émission Nadi Al Baydaa) Nassima El Hoor.

## Prix obtenus
- Elle a eu son premier prix à l'émission Musica préparée et présentée par Jaqueline Alioli en 1990 en interprétant la chanson de Joan Baez Donna.
- En 1991, elle a eu le prix Média de Radio France internationale en duo avec le chanteur Khalid Izri.

## Albums
- Elle a enregistré en 1991 son premier album, Maymi ? (« Pourquoi ? »), en duo avec le chanteur rifain Khalid Izri.

Les titres des morceaux : 
1. Maymi (Izri et Titrit) ;
2. Baba-nu mani cekkint ? (Titrit) ;
3. Sidden Ussan (Titrit) ;
4. Twatuth (khalid izri) ;
5. Araghi (khalid izri) ;
6. Agharrabu n dunct (khalid izri.

- En 2007, elle sort son 2e album, Uccigh am ul inu (« Je t’ai laissé mon cœur »).

Les titres des morceaux : 
1. Tagitart-inu ;
2. Ucigh-am ul-inu ;
3. Ur tettut awal-nnem ! ;
4. Smuqqel-iyi ! ;
5. Asmun wabda ;
6. Max.

- En 2009 elle enregistre son troisième album à la RTM : Iccirran ityattun :

Les titres des morceaux :
1. Iccirran ityattun ;
2. Asmun Wabda ;
3. Ayajdid ittafrun gjenna ;
4. Maniten ;
5. Manichtalla tidet.

## Articles de presse
- Agraw Amazigh N°34/222/ le  1er août 2009
- Annahar Al Maghrebia, n° mardi 2007, Al Maghrebia, n° le 23 juin 2007.
- Le Monde amazigh, no 78, novembre 2006 ;
- Le Monde amazigh, no 77, octobre 2006 ;
- Agraw amazigh, no 162, 25 avril 2006 ;
- Ennahar Al Maghribia, no 548, 6 mars 2006 ;
- El Maaraka, 21 avril 2005 ;
- Agraw amazigh, 19 juin 2003 ;
- Tidmi, 6 mars 1995 ;
- Tidmi, 28 novembre 1994
- Spectrum Festival (Pays-Bas), 19 juin 1994
- L'Opinion, août 1993.
- Salon Avignon août 1992.(chanson francophone).!
- Première Heure No 87 Décembre 1990